# Guiem Soldevila
Guiem Soldevila (Ciutadella, 12 de desembre de 1980) és músic, cantant i compsitor menorquí.

## Biografia
Guiem Soldevila va començar la seva trajectòria artística de molt jove amb diferents grups de rock, pop i folk, a Menorca.
Durant el seu període d'educació a L'Aula de Música Moderna de Barcelona, Soldevila va començar a compondre música per als esdeveniments de dansa, recitals de poesia i projectes cinematogràfics diversos. El 2001 va exercir com a productor musical de l'àlbum Entre boires de Maria Àngels Gornés; i més tard va treballar com productor per a altres artistes.
El 2008 va iniciar la seva carrera en solitari, amb el disc Orígens —una barreja de cançons i música instrumental i guanya el primer premi al "Rec Play" de Palma 2010.
El seu segon album —Nura— va seguir el 2011, publicat per la discogràfica Blau. Es tracta del llarg poema "Nura" de l'escriptor menorquí Ponç Pons. Les cançons «Godotus» i «Teoria de l'absència" van ser nominades per LLuís LLach el Premi Miquel Martí i Pol. Va actuar arreu de Catalunya, Balears i País Valencià, o al Mercat de Música Viva de Vic, entre d'altres.
El tercer àlbum de Guiem Soldevila va seguir el 2014, i anomenat Amoramort. De nou va musicar textos de poemes, i aquesta vegada escrits per noms com Salvador Espriu, Pere Gomila o Miquel Martí i Pol. Amb presentacions de l'àlbum va guanyar el premi del concurs de cantautor a Horta-Guinardó a Barcelona.i finalista al Premi Cerverí.
Fins demà o la propera metamorfosi, el seu quart treball, es va presentar el 2018, amb Satélite K com discogràfica. Aquesta vegada la gira de presentació va arribar a Anglaterra. Un disc molt personal, gravat a França, amb lletres pròpies i col·laboracions com les de Gemma Humet o Cece Giannotti.
La primavera de 2020 va tornar amb el single «Windows», aquesta vegada amb un text en anglès. Va funcionar com a primer avançament del disc Metaphora al 2021. Un gir creatiu dins la trajectòria del músic i compositor, on barreja, estilísticament, folk-pop i rock progressiu, sovint amb arranjaments electrònics.
El 2023, publica el seu darrer àlbum titulat Intimari, musicant poemes de diferents autors. Actua arreu del territori nacional, al Festival Barnasants, Universitat de Granada, Festival de Poesia de Girona, Fira Litterarum o Premis literaris de Tarragona, entre d'altres.

## Discografia
- Orígens (Ona Digital, 2008[9])
- Nura (Blau, 2011)
- Amoramort (Blau, 2014)
- Fins demà o la propera metamorfosi (Satélite K, 2018)
- Metaphora (Satélite K, 2021)
- Intimari (Satélite K, 2023)